# Ladon (gmina)
Ladon – miejscowość i gmina we Francji, w Regionie Centralnym, w departamencie Loiret.
Według danych na rok 1990 gminę zamieszkiwały 1212 osoby, a gęstość zaludnienia wynosiła 88 osób/km² (wśród 1842 gmin Centre, Ladon plasuje się na 324. miejscu pod względem liczby ludności, natomiast pod względem powierzchni na miejscu 952.).